# Chrysometa lancetilla
Chrysometa lancetilla là một loài nhện trong họ Tetragnathidae.
Loài này thuộc chi Chrysometa. Chrysometa lancetilla được Herbert W. Levi miêu tả năm 1986.